# Фолињо
Фолињо (итал. Foligno) град је у средишњој Италији. Град је други по величини град округа Перуђа у оквиру италијанске покрајине Умбрија.
Град Фолињо је најпознатији као једно од најважнијих железничких чворишта у Италији.

## Природне одлике
Град Фолињо налази се у средишњем делу Италије, у источном делу Умбрије. Град се налази у валовитом долинском крају окруженом Апенинима. Средиште града налази се на брегу, то граду даје веома сликовит изглед.

## Становништво
Према резултатима пописа становништва 2011. у општини је живело 58.363 становника.
| 1931.  | 1936.  | 1951.  | 1961.  | 1971.  | 1981.  | 1991.  | 2001.  | 2011.  |
| ------ | ------ | ------ | ------ | ------ | ------ | ------ | ------ | ------ |
| 36.138 | 37.650 | 44.576 | 48.069 | 50.037 | 52.551 | 53.202 | 51.130 | 58.363 |

Фолињо данас има око 57.000 становника (бројчано други град у округу), махом Италијана. Последњих деценија број становника у граду стагнира.

## Галерија
- Катедрала у Фолињу
- Важан споменик у граду

## Градови побратими
- Ђемона дел Фриули
- Ла Лувјер
- Шибукава